# سیارک ۱۹۱۸۸
سیارک ۱۹۱۸۸ (به انگلیسی: 19188 Dittebesard، نام‌گذاری: 1991YT) ۱۹۱۸۸مین سیارک کشف شده‌است که در ۳۰ دسامبر ۱۹۹۱ کشف شد.